# Fendler József
Fendler József (Csávos, 1848. – Lesina, Olaszország, 1879. november 13.) a budapesti kereskedelmi akadémia tanára.

## Élete
Atyja kereskedő volt; iskoláit Nagybecskereken, Szegeden és Temesvárt végezte; tanult zenét és festést. Szülőinek óhajtására Temesvárt papnövendékké lett, de már egy év mulva kilépett a szemináriumból és Pestre ment az egyetemre. Bevégezvén itt tanulmányait a természettani s matematikai szakban, Berlinbe, majd Heidelbergbe ment és hallgatta a fizikai, matematikai, filozófiai s esztétikai előadásokat. A kereskedelmi akadémiában 1872-ben nyert alkalmazást mint helyettes tanár, később rendszeresíttetvén állomása, ugyanott a természettan rendes tanára lett. Időközben több utazást tett; magánszorgalomból megtanult olaszul, franciául és angolul. Különös előszeretettel tanulmányozta Bolyai János geometriáját és erről előadást is tartott az országos tanáregyletben. Utóbb makacs torokbaj támadta meg és 1879. tavaszán Olaszországba utazott; hat hét mulva azonban visszatért Nápolyból; a tél elől enyhébb égalj alá, Lesinába költözött, ahol elhunyt.

## Munkái
- Az istenfogalom és annak mai jelentősége Büchner Lajos után ford. Lipcse, 1875.
- Anglia művelődésének története. Buckle Tamás után ford. Pest, év n. Hat kötet. (Többekkel együtt.)

Cikke az Otthon című folyóiratban (II. 1875. Zeus és a természetbuvárlat.